# Most Krka
Most Krka – most nad rzeką Krka w Chorwacji, w żupanii szybenicko-knińskiej, w Skradinie. Stanowi część Autostrady A1.
Jest to most o konstrukcji łukowej. Powstawał w latach 2002–2004. Jego głównym projektantem był Zlatko Savor. Jego całkowita długość wynosi 391 m. Znajduje się pomiędzy węzłami autostradowymi „Skradin” i „Šibenik”. Na południe od mostu zlokalizowane jest miejsce obsługi podróżnych „Krka”.